# Culzean Castle
Culzean Castle (skotsk: Cullain) er en borg, der ligger med udsigt til Firth of Clyde, near Maybole, Carrick, i South Ayrshire, på vestkysten af Skotland. Den blev opført i flere stadier mellem 1777 og 1792, og er det tidligere hjem for Marquess of Ailsa, leder for Clan Kennedy. Den ejes i dag af National Trust for Scotland, og den er en af de mest besøgte af trustens ejendomme. Den ligger i Culzean Castle Country Park og den er åben for offentligheden.
Fra 1972 til 2015 der en illustration af Culzean Castle på bagsiden af £5-sedlerne udstedt af Royal Bank of Scotland.
Bygningen skulle angiveligt have mindst syv spøgelser, inklusive en sækkepibespiller og en tjenestepige.